# Козма Григорьевич
Козма (Кузьма) Григорьевич — боярин и новгородский посадник. Упоминается в источниках с 1456 года, как сын посадника Григория Кирилловича, брат посадника Захарии Овина, он был воеводой одного из новгородских полков воевавших под Русой с войсками Василия II. Был женат на Орине.
В 1471 году был ранен и взят в плен в Шелонской битве где также командовал одним из новгородских полков и отправлен в Русу, а затем в Коломну, в тюрьму. Затем упоминается в Царственном летописце с 1476 года в числе встречающих  великого князя и приносящих дары во Влукоме, на устье Волмы, а затем присутствующем на княжеском суде на Городище, а зимой у него дома Великий князь пирует, а Кузьма Григорьевич и его сын Василий приносят Ивану III дары.
В начале лета 1477 года, во время восстания новгородцев вместе с братом Захарией и сыном Василием был убит новгородцами на Владычном дворе. Вдове Орине остались 15 обеж в Сытинском погосте Деревской пятины.